# اولشنکا (استان اوپوله)
اولشنکا (به لهستانی: Olszynka) یک منطقهٔ مسکونی در لهستان است که در گمینا لوبژا (استان اوپوله) واقع شده‌است.